# Wärmekraftmaschine

Wärmekraftmaschine: Energiebilanz

Eine Wärmekraftmaschine ist eine Maschine, die Wärme in mechanische Energie (Arbeit) umwandelt. Sie nutzt dabei das Bestreben der Wärme aus, von Gebieten mit höheren zu solchen mit niedrigeren Temperaturen zu fließen. Beispiele sind Dampfmaschine, Dampfturbine und alle Verbrennungsmotoren.
Dagegen wird eine Maschine, die unter Einsatz mechanischer Energie Wärmeenergie von einem niedrigeren Temperaturniveau auf ein höheres transportiert, als Kraftwärmemaschine, Wärmepumpe oder Kältemaschine bezeichnet.
Wärmekraftmaschinen nutzen „rechtslaufende“ Kreisprozesse, bei denen die geschlossene Kurve etwa im T-s-Diagramm oder P-v-Diagramm im Sinne „oben nach rechts, unten nach links“ durchlaufen wird. Wärmepumpen nutzen „linkslaufende“ Kreisprozesse. Zur Beurteilung der Effizienz von Kreisprozessen dienen die idealen Vergleichsprozesse. Die theoretische Grundlage dieser Prozesse bildet die thermische Zustandsgleichung idealer Gase mit den drei Gaszustandsgrößen Druck, Temperatur, Volumen und der universellen Gaskonstante.

## Wirkungsgrad
Als Wirkungsgrad einer Wärmekraftmaschine wird der Anteil der vom oberen Temperaturniveau abfließenden Wärmeenergie bezeichnet, der in die genutzte mechanische Energie umgewandelt wird. Eine obere Grenze für ihn ist durch den Wirkungsgrad {\displaystyle \eta _{\text{Carnot}}} des Carnot-Prozesses gegeben, bei dem Wärmeaufnahme und -Abgabe bei definierten Temperaturniveaus {\displaystyle {T_{\mathrm {max} }}} und {\displaystyle {T_{\mathrm {min} }}} stattfinden und keine Reibungs-, Wärmeabfluss- und Wärmetransportverluste entstehen. Für ihn gilt:
{\displaystyle \eta _{\text{Carnot}}={\frac {T_{\mathrm {max} }-T_{\mathrm {min} }}{T_{\mathrm {max} }}}=1-{\frac {T_{\mathrm {min} }}{T_{\mathrm {max} }}}}
Voraussetzung für die Erreichung des Carnotschen Wirkungsgrades ist, dass alle Teilprozesse des Kreisprozesses reversibel gestaltet sind. Dies ist gleichbedeutend damit, dass eine Größe namens Entropie S des Gesamtsystems aus Wärmekraftmaschine und Umgebung nicht wächst. (Nach dem zweiten Hauptsatz der Thermodynamik kann sie nicht geringer werden, also muss sie konstant bleiben.)
{\displaystyle \Delta S=\oint dS=\oint {\frac {dQ}{T}}=0}
(dQ ist die ausgetauschte Wärmemenge eines infinitesimal kleinen Prozessschritts, T die dazugehörige Temperatur):
Der Carnotsche Wirkungsgrad wird in der Praxis nie erreicht, da
- die Wärmeaufnahme auch bei niedrigeren Temperaturen als {\displaystyle T_{\mathrm {max} }} und die Wärmeabgabe auch bei höheren Temperaturen als {\displaystyle {T_{\mathrm {min} }}} stattfindet (z. B. im Stirling-Prozess),
- trotz Isolation immer Wärmetransport ohne Austausch von Arbeit stattfindet,
- jede Maschine Reibungsverluste aufweist, die ebenfalls das Verhältnis von Wärme- zu Arbeitsfluss verschlechtern, und schließlich
- bei schnell ablaufenden Prozessen der Wärmestrom aufgrund des nichtverschwindenden Wärmewiderstands eine Temperaturdifferenz benötigt, die für die Umwandlung in Arbeit verloren geht (siehe Wärmeleitung).

Für Wärmepumpen ist die verwendete charakteristische Größe die Leistungszahl.
Eine wichtige Größe für den Wirkungsgrad von Kolbenmaschinen bildet der Ausdehnungsgrad, manchmal auch Expansionswirkungsgrad genannt. Das ist der Volumenunterschied des verdichteten Gases zum expandierten Gas am Ende des Arbeitszyklus.
Bei den Turbinen ist das Druckverhältnis oder das Temperaturverhältnis des Arbeits- oder Brenngases beim Turbineneintritt zum Turbinenaustritt bestimmend für den Wirkungsgrad.
Ebenfalls wichtig ist ein möglichst hoher Isentropenexponent des Arbeitsgases. Das ist eine Verhältniszahl der Wärmekapazität eines Gases bei gleichem Druck zu der bei gleichem Volumen. Freie Wahl des Arbeitsgases besteht nur bei Maschinen mit geschlossenem Kreislauf.

## Beispiele

### Verbrennungsmotor
Verbrennungsmotoren haben Verbrennungstemperaturen von bis zu 2500 °C (2773 K) und Arbeitsgas-Endtemperaturen von etwa 1000 °C (1273 K). Der theoretisch maximal erreichbare Wirkungsgrad wäre also
{\displaystyle \eta _{\text{Carnot}}=1-{\frac {1273\,\mathrm {K} }{2773\,\mathrm {K} }}=0{,}54=54\,\%}
In der Praxis erreichen unter optimalen Bedingungen Ottomotoren 38 %, Dieselmotoren 45 % und langsam laufende Schiffsdieselmotoren 50 % Wirkungsgrad. In PKWs erreichen unter realen Fahrbedingungen mit einem hohen Anteil von Teillastbetrieb Ottomotoren typischerweise einen zeitlich gemittelten Wirkungsgrad von weniger als 25 % und Dieselmotoren weniger als 30 %.

### GuD-Kraftwerk
Eine Wärmekraftmaschine kann aus verschiedenen Kreisprozessen zusammengesetzt werden (z. B. GuD-Kraftwerk: Kombination des Gasturbinenprozesses mit einem Dampfkraftwerk):
1. Ausnutzung der Arbeitsfähigkeit eines Prozesses in der Temperaturspanne von 1500 bis 700 °C in der Gasturbine, danach mit den Abgasen aus dem Gasturbinenprozess
2. Ausnutzung der Arbeitsfähigkeit eines Prozesses in der Temperaturspanne von 700 bis 100 °C im Dampfkraftwerk,

wodurch theoretisch der Wirkungsgrad eines (Vergleichs-)Kreisprozesses in der Temperaturspanne von 1500 bis 100 °C erreicht werden kann. GuD-Kraftwerke erreichen in der Praxis Wirkungsgrade bis zu 63 %.

### Kolbendampfmaschine
Kolbendampfmaschinen im geschlossenen Prozess arbeiten mit Dampftemperaturen bis 350 °C. Der Vergleichsprozess für diese Kraftmaschinen ist der Gleichdruckprozess. Der Wirkungsgrad übersteigt selten 20 %. Stirlingmotoren können im noch tieferen Temperaturbereich Wärme in Kraft umsetzen (z. B. Abwärme aus dem Dampfprozess). Der Wirkungsgrad erreicht dann gemäß der Carnot-Gleichung kaum mehr als 10 % bis 20 %.

### Gasturbine
Gasturbinen arbeiten mit Turbineneintrittstemperaturen von 1300 °C bis 1400 °C und Abgastemperaturen von 800 °C bis 600 °C. Der Vergleichsprozess ist der Jouleprozess. Turbinen erreichen wegen der tieferen Höchsttemperaturen nicht den Wirkungsgrad von Kolbenmaschinen.

### Dampfturbine
Dampfturbinen arbeiten mit Höchsttemperaturen von 600 °C bis 700 °C und Endtemperaturen von 130 °C. Der Vergleichsprozess ist der Jouleprozess oder der Clausius-Rankine-Prozess. Trotz der geringen Arbeitstemperatur des Dampfes kommt der Prozess wegen der guten Wärmekapazität und der guten Wärmeleitfähigkeit des Wasserdampfes im Erhitzer und im Kondensator auf Wirkungsgrade von über 30 %.

## Einteilung (Typologie)
Da ein Gas als Arbeitsmedium eingesetzt wird, gehören Wärmekraftmaschinen zu den thermischen Fluidenergiemaschinen.

### Nach Art der Erzeugung der thermischen Energie
- Verbrennungskraftmaschinen (Thermische Fluidenergiemaschinen mit innerer Verbrennung)  In aller Regel wird ein Gemisch aus Luft und Kohlenwasserstoffen nach dem Verdichten zur Zündung gebracht und verbrannt. Beim Kolbenmotor im Zylinderraum und bei der Turbine in der Brennkammer. Die Kohlenwasserstoffe können flüssig oder gasförmig mit der Luft und dem Sauerstoff vermischt werden. Die Effizienz von Maschinen mit innerer Verbrennung ist höher als die Effizienz von Maschinen mit äußerer Verbrennung (trotz besseren Arbeitsgaseigenschaften Wärmekapazität und Isentropenexponent bei äußerer Verbrennung), weil die Wärmeübertragung wegfällt.
  - Verbrennungsmotor, Gasmotor (Benzinmotor λ=1 maximale Verbrennungstemperatur  2500 K, Dieselmotor λ=1,4 maximale Verbrennungstemperatur 2200 K)
  - Gasturbine, Turbofan (Kerosinmotor λ=4-6 maximale Verbrennungstemperatur 1500 K, Turbolader maximale Abgastemperatur 1300 K)

- Thermische Gasenergiemaschinen mit äußerer Verbrennung In der Regel werden feste und billige Brennstoffe zur Aufheizung des Arbeitsgases verwendet (Kohle, Holz, Müll). Auch minderwertige flüssige und gasförmige Brennstoffe (Rohöl, Schweröl, Industriegas und Biogas) werden oft angewandt. Ein typischer Anwendungsfall sind auch die Brennstäbe von Kernkraftwerken. Als Arbeitsgas liefern Helium und Wasserstoff einen wesentlich besseren Wirkungsgrad als Dampf oder Luft oder Abgas, weil die drei wichtigen Eigenschaften für Arbeitsgase (Wärmekapazität, Isentropenexponent, Wärmeübergangszahl) besser sind.
  - Dampfturbine (maximale Dampftemperatur 800 K bis 1000 K)
  - Dampfmaschine (untere Dampftemperatur 500 K, obere Dampftemperatur 800 K)
  - Stirlingmotor (untere Heliumtemperatur 400 K)

### Nach Druckaufbau
- Strömungsmaschinen
  - Turbomaschinen
    - Dampfturbine
    - Gasturbine
    - Staustrahltriebwerk

- Kolbenmaschinen
  - Verbrennungsmotor (innere Verbrennung)
  - Dampfmaschine (äußere Verbrennung)
  - Stirlingmotor (äußere Verbrennung)